# Ape (araldica)
In araldica l'ape è assunta come simbolo di operosità, lavoro e dolcezza. In Francia simboleggia anche la speranza.
Le api più note sono quelle portate dalla famiglia Barberini e quelle che ornavano il manto imperiale di Napoleone.
Talvolta sono rappresentati anche gli alveari.

## Posizione araldica ordinaria
L'ape si rappresenta, di norma, vista dal dorso, montante e con le ali sia chiuse sia aperte: in quest'ultimo caso l'ape è detta volante. Lo smalto ordinario è l'oro.

## L'ape nella vessillologia napoleonica

Stemma di Napoleone con api dorate sul mantello

Simbolo di immortalità e di resurrezione, l'ape fu scelta da Napoleone in modo da collegare la nuova dinastia alle origini stesse della Francia. Le api d'oro (in realtà, cicale) furono scoperte nel 1653 a Tournai nella tomba di Childerico I, fondatore nel 457 della dinastia Merovingia e padre di Clodoveo I. Esse sono stati considerate come il più antico emblema dei sovrani di Francia.
Nell'araldica napoleonica i principi (non sovrani) portavano un capo d'azzurro seminato di api d'oro. Inoltre le api dorate si ritrovano oltre che sul mantello imperiale napoleonico, sulle insegne delle città dell'impero aventi rango di bonne ville, le quali portavano nel loro stemma un capo di rosso, caricato di tre api d'oro poste in fascia, e sulla bandiera del Principato dell'Isola d'Elba.

## Nell'araldica civica italiana
Nell'araldica civica italiana l'ape (o elementi ad essi collegati) è presente sugli stemmi di 74 comuni (Acquasanta Terme, Africo, Alà dei Sardi, Annicco, Avigliana, Avola, Barghe, Brenta, Brusaporto, Burago di Molgora, Campertogno, Campo nell'Elba, Cappella Maggiore, Caravate, Carugo, Casirate d'Adda, Cassina de' Pecchi, Castel Maggiore, Castello di Brianza, Ceranesi, Coggiola, Collalto Sabino, Comerio, Daverio, Dolcè, Fabrica di Roma, Favria, Lapio, Limbiate, Marciana Marina, Mariano del Friuli, Melara, Melazzo, Mele, Melendugno, Melicuccà, Melilli, Melissa, Melissano, Melpignano, Mercatino Conca, Mezzoldo, Mioglia, Mollia, Monti, Mozzate, Mussomeli, Offlaga, Olgiate Comasco, Oliveto Lario, Ornica, Ortisei, Ortueri, Padru, Palagano, Pedrengo, Piario, Piatto, Pietramelara, Porto Sant'Elpidio, Pragelato, Pulsano, Rio Marina, San Paolo d'Argon, San Possidonio, Santa Maria Nuova, Segrate, Suello, Torbole Casaglia, Trappeto, Urbania, Veniano, Vezza d'Alba, Vignole Borbera) e di tre provincie (Fermo, Livorno, Terni).

## Galleria d'immagini

Capo delle bonnes villes
Un'ape d'oro nello stemma di Klimavičy, Bielorussia
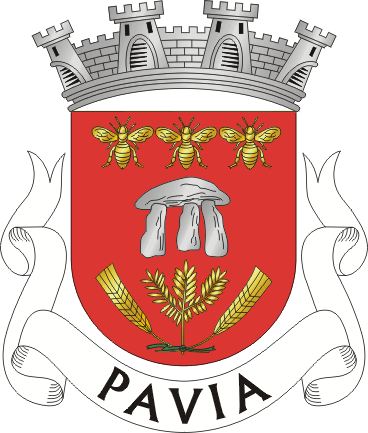
Tre api ordinate in fascia (Pavia, freguesia di Mora, Portogallo)
Un'ape d'argento (Melsdorf, Germania)
Due api volanti (Ortisei)
Tre api male ordinate (Pragelato)
Quattro api ordinate in fascia (Kirchenpingarten, Germania)
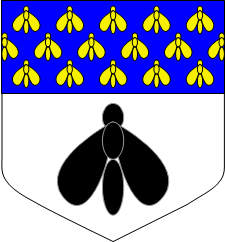
D'argento, all'ape di nero; al capo d'azzurro seminato di api d'oro
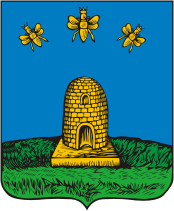
Tre api e un alveare d'oro (Tambov, Russia)
Tre api e un alveare d'oro (Borne, Paesi Bassi)
Sette api e un alveare d'oro (La Chaux-de-Fonds, Francia)